# Имало едно време в Мексико
„Имало едно време в Мексико“ (на английски: Once Upon a Time in Mexico) е американски нео-уестърн екшън филм от 2003 г., продуциран и режисиран от Робърт Родригес, и е третата и последна част на трилогията „Мексико“, както и продължение на „Ел Мариачи“ (1992) и „Десперадо“ (1995). Във филма участват Антонио Бандерас, Салма Хайек, Джони Деп, Мики Рурк, Ева Мендес, Дани Трехо, Енрике Иглесиас, Марко Леонарди, Чийч Марин, Рубен Блейдс и Уилям Дефо.